# 4G

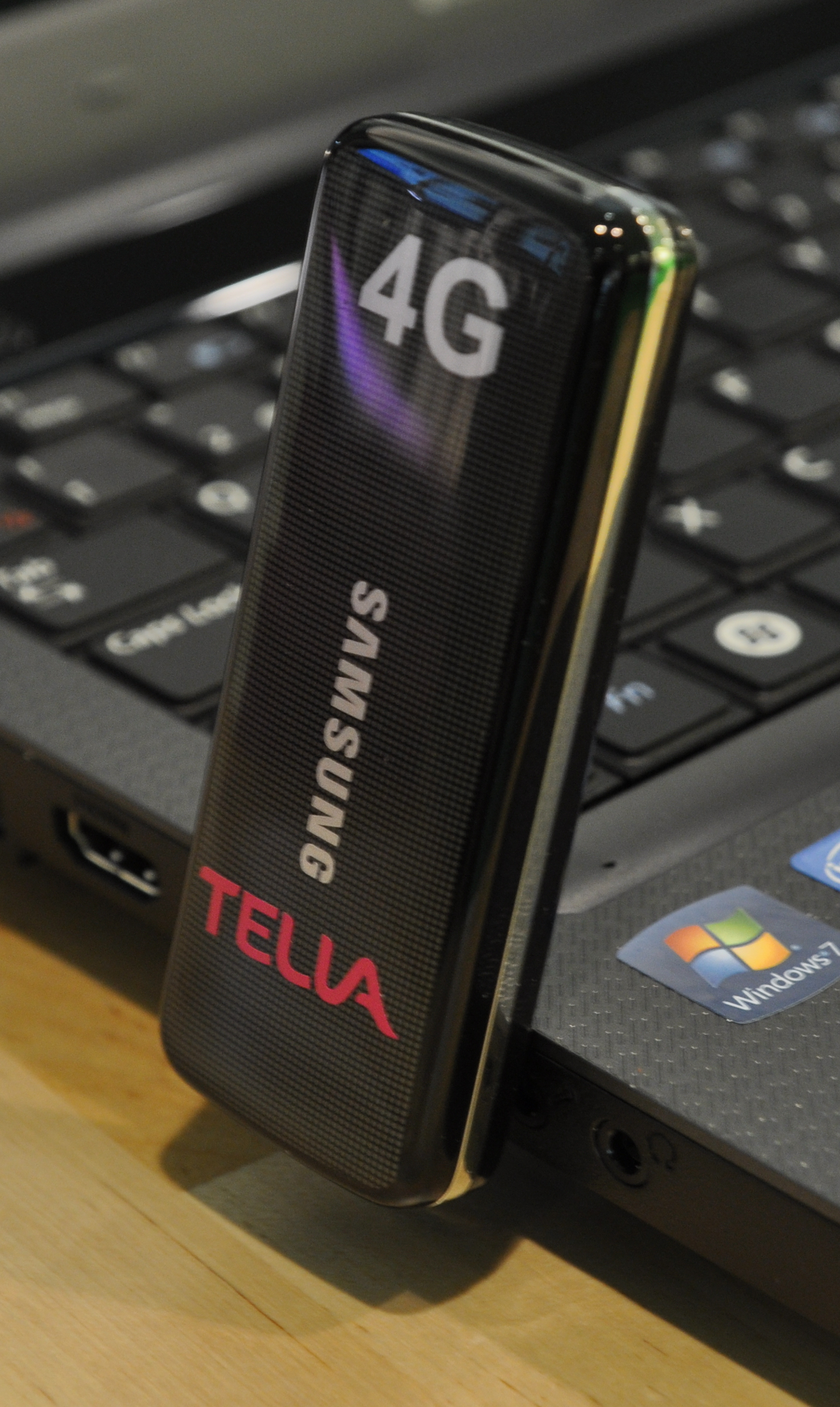
Telia-Mòdem Samsung LTE

En telecomunicacions,  4G  són les sigles utilitzades per referir-se a la quarta generació o la tecnologia long term evolution (LTE) en la telefonia mòbil. És el successor de la primera generació de tecnologia radiofònica 1G, la 2G que va introduir els missatges sms i la connexió a la xarxa; i la 3G (augment de velocitat i multitasca veu/xarxa).
La tecnologia 4G està basada completament en un protocol IP, que és un sistema de sistemes i una xarxa de xarxes, que s'aconsegueix gràcies a la convergència entre les xarxes de cables i les xarxes sense fils. Aquesta tecnologia pot ser utilitzada per mòdems sense fil, mòbils intel·ligents i altres dispositius mòbils. La principal diferència amb les generacions predecessores és la capacitat per proveir velocitats d'accés majors de 100Mbit/s en moviment i 1Gbit/s en repòs, tot i mantenir una qualitat de servei (QoS) de punta a punta d'alta seguretat que permet en condicions ideals oferir serveis de qualsevol classe en qualsevol moment, en qualsevol lloc. Pel temps de reacció més curt, permet igualment connectar els sensors de l'internet de les coses, que han de reaccionar en temps real. La velocitat real depèn de les condicions locals de cobertura i del nombre de persones connectades en un mateix moment.

## Recerca
El centre de recerca sobre la comunicació sense fil, Wireless World Research Forum (WWRF), pretén que 4G sigui una fusió de tecnologies i protocols, no només un únic estàndard, similar a 3G, que actualment inclou tecnologies com són Sistema global per a comunicacions mòbils (GSM) i CDMA. Per la seva banda, la Unió Internacional de Telecomunicacions va indicar el 2010 que tecnologies considerades 3G evolucionades, com ho són WiMax, HSPA+ i Long Term Evolution, també podrien ser considerades tecnologies 4G.
L'empresa NTT DoCoMo al Japó, va ser la primera a fer experiments amb les tecnologies de quarta generació. Va aconseguir 100Mbit/s en un vehicle a 200km/h. L'empresa va llançar els primers serveis 4G basats en tecnologia LTE el desembre de 2010 a Tòquio, Nagoya i Osaka. A la resta del món s'espera una implantació global cap a l'any 2020.
A l'Estat espanyol Vodafone va començar a comercialitzar el 4G el maig de 2013, amb una prova pilot en set ciutats de l'estat, entre les quals hi havia Barcelona, Palma i València.

## Característiques tècniques
El concepte de 4G porta unes velocitats majors a les de 300 Mbps amb un ràting radi de 8.000 Khz, entre d'altres, inclou tècniques d'avançat rendiment ràdio com MIMO i OFDM. Dos dels termes que defineixen l'evolució de 3G, seguint l'estandardització del 3GPP, seran LTE ('Long Term Evolution') per a l'accés ràdio, i SAE ('Service Architecture Evolution') per a la part nucli de la xarxa. Els requisits ITU i estàndards 4G indiquen les següents característiques:
- Per a l'accés ràdio abandona l'accés tipus CDMA característic de UMTS.
- Ús de SDR (Software Defined Radis) per optimitzar l'accés ràdio.
- La xarxa completa prevista és tot IP.
- Les taxes de bec màximes previstes són de 100 Mbps en enllaç descendent i 50 Mbps en enllaç ascendent (amb una amplada de banda en ambdós sentits de 20Mhz).

Els nodes principals dins d'aquesta implementació són el 'Evolved Node B' (BTS evolucionada), i el 'System Access Gateway', que actuarà també com a interfície a internet, connectat directament al Evolved Node B. El servidor RRM serà un altre component, utilitzat per a facilitar la inter-operabilitat amb altres tecnologies.